# 1940年中国
| 中国历史 / 中国历史年表                                                                                                   |
| 世紀： 19世纪中国 / 20世纪中国 / 21世纪中国                                                                               |
| 年代： 1910年代中国 / 1920年代中国 / 1930年代中国 / 1940年代中国 / 1950年代中国大陆 / 1960年代中国大陆 / 1970年代中国大陆 |
| 年份： 1936年中国 / 1937年中国 / 1938年中国 / 1939年中国 / 1940年中国 / 1941年中国 / 1942年中国 / 1943年中国 / 1944年中国 |
| 纪年： 庚辰年（龙年）、中华民国29年                                                                                       |

## 大事記
- 东北抗联第一路军总司令杨靖宇在与关东军的战斗中阵亡，抗联大部被迫退入苏联境内整编[1]。

### 1月
- 1月1日——增援桂南昆侖關之日軍及由昆侖關退卻之日軍在九塘、八塘附近占領陣地繼續抵抗[2]:6184。
- 1月2日——香港當局宣布封鎖港口，一切船艦不准駛入[2]:6186。
- 1月3日——蒙藏委員會委員長吳忠信赴西藏主持第十四世達賴喇嘛坐床典禮，是日抵拉薩；陶希聖、高宗武宣布脫離汪精衛集團，是日秘密離開上海前赴香港[2]:6186。
- 1月6日——軍事委員會任命鄧龍光為第三十五集團軍總司令；日本興亞院會議決定關於汪精衛政權成立之《綱要》，以汪精衛「新中央政府為對手，開始正式調整邦交」[2]:6188-6189。
- 1月7日——蔣介石飛抵桂林，親自指導南寧作戰，1月10日飛抵柳州視察駐遷江之夏威第十六集團軍司令部[2]:6190。
- 1月11日——軍事委員會任命樊崧甫為第三十四集團軍副總司令[2]:6193。
- 1月12日——蔣介石致電桂林行營主任白崇禧，指示在南寧作戰中「不可以僥倖求成」，「必須先求穩當，次求變化，未穩當以前，切不可遽求變化」；第三十六軍姚純部接替第五軍杜聿明部防地，向昆侖關日軍進攻，因日軍抵抗頑強，姚部補給困難，雖力戰數日，無法進展，成對峙狀態，昆侖關戰役結束[2]:6193-6194。
- 1月13日——桂林行營在遷江召開桂南會戰高級將領會議，決定賓陽附近作戰方針：目的為攻克南寧，先確保現勢，待後續兵團集中完畢，對郁江兩岸日軍同時開始攻擊殲滅，郁江南路由夏威指揮，郁江北路由吳奇偉指揮[2]:6194。
- 1月17日——國民政府令免鹿鍾麟河北省政府主席職，任命龐炳勳河北省政府主席兼冀察戰區副總司令[2]:6196。
- 1月21日——陶希聖、高宗武致書香港《大公報》，揭露汪精衛日本秘密簽訂之《日中新關係調整要綱》及其附件，並詳述汪日密約簽訂之經過，勸告汪精衛等「懸崖勒馬，勿再受日閥之欺騙與用，以冀公私兩全」[2]:6200。
- 1月23日——蔣介石發表《為日汪密約告全國軍民書》，稱日汪密約「把近衛聲明『東亞新秩序』的一字一句都具體化了」，「骨子裡暗藏着機械利刃」，「比之二十一條兇惡十倍，比之亡韓手段更加毒辣」，號召中華國民「光復山河，蕩滌漢奸腥膻，報復先烈仇恨」；國民政府決定行政院設立農林部，管理全國農林行政事宜[2]:6200-6201。
- 1月24日——軍事委員會任命李及蘭為第九十四軍軍長[2]:6202。
- 1月27日——國民政府明令督辦四川省肅清私存煙土事宜公署改為四川省禁煙督辦公署，派蔣介石兼四川省禁煙督辦，賀國光、徐孝剛為會辦，派蔣經國為江西省第四行政督察專員兼江西省第四區保安司令[2]:6205。
- 1月29日——軍事委員會任命詹忠言為第二十五軍副軍長；日軍第5師團主力在桂南八塘附近，一部在五塘附近協同向北攻擊，1月31日日軍攻陷甘棠[2]:6207。
- 1月30日——軍事委員會命令，2月1日起，桂南作戰由第四戰區司令長官張發奎指揮，政治部長陳誠協助；汪精衛以高宗武、陶希聖披露其密約，解除其「中央政治委員會委員」職武，並任命周佛海為「中央政治會議秘書長」[2]:6208-6209。
- 1月31日——軍事委員會任命夏威、吳奇偉為第四戰區副司令長官，繆培南為第九集團軍代總司令[2]:6209。

### 2月
- 2月1日——軍事委員會任命陳鴻遠為第十四軍副軍長；新四軍游擊支隊奉命正式改稱為新四軍第六支隊，彭雪楓任司令員兼政委，下轄3個總隊和3個主力團[2]:6210-6211。
- 2月3日——軍事委員會任命商震為第六戰區司令長官；日軍攻陷五原[2]:6213。
- 2月4日——桂林行營鑒於所部連日傷亡大且昆侖關失守，不宜在賓陽平地與日軍決戰，決定待後續兵團到達，再相機轉取攻勢[2]:6213-6214。
- 2月5日——國民政府明令特准青海靈童拉木登珠繼任第十四世達賴喇嘛[2]:6214。
- 2月8日——軍事委員會任命馬騰蛟為第八十一軍軍長[2]:6216。
- 2月9日——桂南各路日軍開始南撤[2]:6217。
- 2月13日——軍事委員會任命韓全為第七十二軍軍長、陳良基副軍長；第四戰區各部收復桂南賓陽、武鳴、武陵、上林[2]:6219-6220。
- 2月18日——蔣介石發表《告全國同胞書》，對新生活運動之基准禮、義、廉、耻作新解釋：「禮」是嚴嚴整整的紀律，「義」是慷慷慨慨的犧牲，「廉」是切切實實的節約，「耻」是轟轟烈烈的奮鬥[2]:6222。
- 2月19日——軍事委員會任命李夢筆為第二十六軍副軍長[2]:6223。
- 2月21日——軍事委員會任命羅卓英為第九戰區副司令長官；日本中央部以參謀總長載仁親王名義指示日本中國派遣軍總司令西尾壽造，開展誘降蔣介石之「桐工作」，內容為：一、日中雙方之會談由中國派遣軍指導進行；二、會談要在建立汪精衛之新中央政權後進行，特別注意照既定方針，不能動搖建立新中央政權之根本工作；三、鑒國內外形勢之微妙，應絕對避免急舉行全面談判或盼望談判成功之態度，從而不喪失隨時停止交涉之思想準備[2]:6224-6225。
- 2月22日——中國國民黨中常會決議：農林水利部改為農林部，直隸行政院[2]:6225。
- 2月29日——國民政府明令裁撤各省市地方自治推進委員會[2]:6229。

### 3月
- 軍事委員會任命梁培璜為第十九軍軍長[2]:6258。
- 何應欽檢討對日作戰潰敗原因：一、部隊作戰缺乏協同動作；二、無死守陣地之決心與必勝的信念；三、構築防禦陣地忽略縱深配備；四、謊報軍情，過度誇大敵情，用意在減輕自己之責任；五、破壞交通線不要領，或遲或早或不徹底；六、指揮機關臃腫重迭；七、對上級命令不研究，奉行不力；八、魚肉百姓，擾民作惡[2]:6258。
- 3月3日——日軍攻陷蘇北淮陰、宿遷、漣水、泗陽[2]:6232。
- 3月7日——軍事委員會任命張瓊為第二軍副軍長[2]:6235。
- 3月12日——桂南靈山戰役開始，國軍第四十六軍一部攻擊大塘、小董間之日軍，占領崬匡附近之高地及大路嶺，第一八八師占領十二𡊨截斷邕欽路[2]:6240。
- 3月15日——國民政府特任陳濟棠為國民政府農林部部長[2]:6243。
- 3月17日——汪精衛、陳公博等抵達南京[2]:6244。
- 3月19日——軍事委員會任命陳公俠為第六十四軍軍長、張弛為副軍長[2]:6245。
- 3月20日——國軍五原反攻戰開始；汪精衛政權中央政治會議在南京召開，汪精衛主持並致詞，決議授權汪精決定中日新關係調整方針，通過政府名稱為「國民政府」，政府成立日期為3月30日[2]:6246-6247。
- 3月21日——軍事委員會任命莫與碩為第八十六軍軍長，馮聖法為第九十一軍軍長[2]:6247。
- 3月24日——日軍反攻五原[2]:6251。
- 3月27日——五原戰役結束，國軍董其武部收復五原，日軍走出城區向烏加河北逸去[2]:6253。
- 3月30日——汪精衛政權「國民政府」在南京成立；桂林行營命令桂南各部在堅守已占據之陣，同時絡織各種出擊隊，襲擊並破壞敵之交通、通信、政治、經濟，並將主力集結整訓，為爾後反攻南寧做好準備[2]:6255-6256。
- 3月31日——宋藹齡、宋慶齡、宋美齡抵重慶[2]:6257。

### 4月
- 軍事委員會撤銷桂林行營，改組為軍事委員會桂林辦公廳，以李濟深為主任，林蔚為副主任[2]:6280。
- 4月2日——軍事委員會任命鄭洞國為新編第十一軍軍長[2]:6260。
- 4月4日——國民政府任命盛世才兼新疆省政府主席[2]:6262。
- 4月5日——宋哲元在四川綿陽病逝[2]:6263。
- 4月9日——軍事委員會任命衛立煌兼任冀察戰區司令長官，石友三為第三十九集團軍總司令[2]:6266。
- 4月18日——軍事委員會決定撤銷軍事運輸總監部及運輸總司令部，另設運輸統制局，統轄西南運輸處、運輸總司令部及交通部等運輸機構，派參謀總長何應欽兼任主任，交通部長張嘉璈、後方勤務部長俞飛鵬兼副主任[2]:6273。
- 4月25日——軍事委員會任命陳大慶為新編第二軍軍長[2]:6277。
- 4月29日——軍事委員會任命楊森為第九戰區副司令長官[2]:6280。

### 5月
- 軍事委員會撤銷第十戰區[2]:6303。
- 5月1日——棗宜會戰開始，信陽、隨縣、鍾祥三地之日軍以戰車引導，飛機及炮兵火力支援，突破第五戰區臨陣地線，向棗陽方向包圍；國民政府任命錢昌照為經濟部資源委會副主任委員；軍事委員會任命周祖晃為第四十六軍軍長[2]:6281-6282。
- 5月2日——信陽方面萬餘人附炮30門、戰車60餘輛進至小林店以西及毛集、竹溝一帶，繼續進攻泌陽方向[2]:6283。
- 5月3日——國民政府任命萬福麟為遼寧省政府委員兼主席，馬占山為黑龍江省政府委員兼主席，鄒作華為吉林省政府委員兼主席，繆澄流為熱河省政府委員兼主席；隨棗方面國軍第五十九軍軍長黃維綱指揮在新集一帶與日軍激戰，而日軍第三十九師團、第六師團一部10萬餘人5月5日進至環潭鎮、唐縣鎮、高城鎮[2]:6283-6284。
- 5月4日——隨棗方面日軍第三十九師團及第六師團一部，向國軍黃琪翔第十一集團軍進攻，5月5日日軍先後攻占黃部高城、安居等陣地[2]:6285。
- 5月5日——軍事委員會任命蕭之楚為第十一集團軍副總司令；國軍第八十四莫樹杰部與日軍在棗陽東之環潭鎮、唐縣鎮、高城鎮一帶交戰，第一七四師唐縣鎮北側擊北走之日軍，主力向日軍外翼鄧縣附近後撤撤；信陽方面日軍突破國軍第三十軍池城峰部防地，進陷桐柏[2]:6285。
- 5月6日——軍事委員會任命李玉堂為第十軍軍長；日軍攻陷唐河，與國軍第二十七師、第三十師、第三十一師各部分別在西新集、固縣、沙河鋪激戰，國軍各部轉進唐、泌間，與第三十一集團軍湯恩伯部夾擊西向之日軍[2]:6286。
- 5月7日——隨棗方面國軍第三十三集團軍總司令張自忠率第三十八、第七十四師在棘陽西南方家集與日軍激戰，殲敵千餘，繼向棗陽、雙溝方面日軍壓迫；唐河日軍一部進攻南陽，國軍李仙洲第九十二軍主力協同第十八軍彭善部、第十三軍張雪中部在源潭鎮一帶堵擊，日軍不支走向唐河，國軍湯恩伯第三十一集團軍主力由源潭鎮向唐河包圍，第九十二軍主力繞至唐河以東，第三十軍主力由唐河南陽大道以南襲擊唐河，日軍主力急走唐河西南，與第六、第三十九、第十三師團會合，在棗陽以北駐守[2]:6287。
- 5月8日——湯恩伯第二十一集團軍一部與日軍在唐河附近激戰，克復唐河；日軍向唐縣鎮進攻，並以戰車從兩翼包圍，守備軍第八十四軍第一七師鍾毅部受四面壓迫放棄棗陽，向唐河、白河西岸轉移，鍾毅在突圍中殉職，部下官兵傷亡慘重，日軍得以逐次攻占隨陽店、吳家店，占領棗陽；李及蘭第九十四軍、王纘斌第七軍、陳鼎勳第四十五軍等部以日軍陷棗陽，乘機向敵後攻擊；軍事委員會任命劉雨卿為第三十二集團軍副總司令，免鄧寶珊新編第一軍軍長職[2]:6287。
- 5月9日——隨棗方面日軍自唐河走新野、鄧縣以南地區，第二十軍池峰城部第三十、第三十一師，第八十五軍王仲廉部第三十二師及第十三軍張雪中部第一一〇師協同夾擊，將鄧縣之日軍擊潰[2]:6288。
- 5月10日——蔣介石電令李宗仁等：鄂北之敵經我多日圍攻，糧彈殆盡，必向原陣地退却，第五戰區應乘敵態勢不利、退却困難之好時機，以全力圍攻捕捉；軍事委員會任命楊宏光為新編第三軍代軍長；國軍張雪中第十三軍第一一〇師圍攻新野方面日軍，克復新野，李洲仙第九十二軍一部及池峰城第三十軍二十七師攻克泌陽，日軍傷亡慘重向棗陽南走[2]:6288-6289。
- 5月11日——國軍第四十五軍陳鼎勳部第一二七師克復隨縣西北吳家店，鍾祥方面日軍與第五戰區李宗仁部守軍在土橋鋪、興隆集一帶激戰，李宗仁部克復豫南武勝關[2]:6289。
- 5月12日——第五戰區各部向棗陽日軍反攻，收復唐河、泌陽，日軍被迫向棗陽以南收縮；軍事委員會任命趙錫光為第三十六軍代軍長[2]:6290。
- 5月13日——蔣介石電令李宗仁等，「應以遮斷敵退路，斷其補給為主眼，克服一切困難，迅速圍殲棗陽一帶敵之主力」；隨棗方面第九十二軍李仙洲部克復明港，第八十四軍莫樹杰部克復唐縣鎮，第三十三集團軍張自忠部在黃家壋、萬家集、據家灣堵日南退，斃傷日軍700多人[2]:6291。
- 5月14日——軍事委員會任命梁仲江為第三十七軍副軍長；第五戰區李宗仁部克復鄂南通山，日軍北走；國軍第八十五軍王仲廉部克復棗陽北湖河鎮，國軍池峰城第三十軍一部進抵蒼台鎮東北進擊郭灘鎮，國軍第十三軍張雪中部新編第一師由蒼台鎮東南側擊，日軍以一部圍沿襄河東岸南走，日軍主力在棗陽一帶築構工事固守，國軍湯恩伯部及第二十軍攻占棗陽以北湖陽鎮；張自忠率特務營及第七十四師主力馳往瓜店堵擊，5月15日日軍一部由峪南走至方家集，由張自忠及第三十三集團軍總部人員圍殲，日軍不支突圍南走；汪精衛政權官制改，軍政部改為陸軍部、與海軍部一併隸屬軍事委員會，軍事委員會裁參謀本部與政治訓練部，軍事訓練部與兵監合建為三廳，軍事委員會辦公廳改稱總務廳[2]:6292-6293。
- 5月15日——軍事委員會下令撤銷第六戰區，其作戰區域並入第九戰區；第二十九集團軍王纘緒部在張家集、馬家集，第七十七軍馮治安部第一三二師在長壽店與日軍激戰，陳鼎勳第四十五軍、莫樹杰八十四軍在唐縣鎮附近夾擊日軍一部由棗陽東南走[2]:6293。
- 5月16日——上午日軍一部附炮20餘門、飛機30餘人架助戰進攻棗陽南之南瓜店，張自忠率第七十四師、騎兵第九師及總部特務營激戰六七次，傷亡較重，日軍復以大部向張部包圍，張自忠登山督戰，指揮所部與日軍肉膊，大部陣亡，多次擊退日軍進攻，至下午1時日軍衝至山上，張自忠已身中數彈，右彈穿洞，左右勸其轉移，張堅決不肯，為防落入敵手，乃拔槍自戕，臨終對隨官兵囑稱：「對國家、對民族、對長官，良心很平安，大家要殺敵報仇。」；棗陽附近第五戰區各部進攻棗陽，池峰城第三十軍、舒榮第八十九師一部攻克七房崗、土橋鋪，張雪中第三十三軍一部克復棗陽[2]:6294
- 5月17日——日軍由棗陽東南增兵5,000餘人，戰車數輛，向棗陽反攻，第十三軍猝不及防，日軍攻陷棗陽，國軍退至棗陽附近，5月20日棗陽附近各部除以小部遲滯日軍北進外，主力向唐河西南、新野西北、白河以西轉移[2]:6295。
- 5月18日——軍事委員會任命羅樹田為第十八軍軍長[2]:6295。國軍克復信陽[3]:115。
- 5月24日——軍事委員會任命馮治安為第三十三集團軍總司令，徐景唐為第十二集團軍副總司令[2]:6298。
- 5月25日——國民政府明令陸軍中將潘文華、王纘緒、王陵基特加陸軍上將銜；軍事委員會任命楊天民為第十五軍副軍長[2]:6298。
- 5月28日——蔣介石致電軍事委員會及各軍長、師長以上各主任、長官、司令，追述張自忠英勇抗戰事迹，並稱：「我三民主義之精神，實由藎忱（張自忠字）而發揮之；中華民國歷史之光榮，實由藎忱而光大之。其功雖未竟，吾輩後死之將士，皆當志其所志，效忠黨國，增其敵愾，翦此寇仇。」；張自忠靈柩運抵重慶，蔣介石及軍政要員及重慶各界人士數百人前往朝天門碼頭迎靈，蔣介石親為執紼，下午3時舉行葬禮，旋運靈柩至北碚雙柏樹暫厝[2]:6299-6300。
- 5月29日——國民政府門令在政府機關、民眾團體一律改稱孫中山為國父，在黨內稱國父或總理均可，民間己印就之圖書文字不必強令改易[2]:6301。

### 6月
- 6月1日——日軍攻陷襄陽[3]:115。
- 6月3日——國軍收復襄陽[3]:115。
- 6月6日——軍事委員會任命裴昌會為第九軍軍長；日軍攻陷荊門[2]:6308。
- 6月12日——日軍攻陷宜昌；軍事委員會任命孫蘭峰為暫編第三軍軍長，董其武為暫編第四軍軍長[2]:6311-6312。
- 6月14日——第五戰區彭善第十八軍第十一師反攻宜昌，日軍一度退出宜昌，國軍未及持續進攻，日軍復返宜昌[2]:6313。
- 6月15日——軍事委員會任命陶峙岳為第三十四集團軍副總司令，丁德隆為第一軍軍長[2]:6313。
- 6月16日——彭善第十八軍、馮治安第七十七軍、鄭洞國新編第十二軍第五師、王仲廉第八十五軍第三十二師反攻宜昌、當陽，6月17日彭善部攻入市區克復宜昌城及附近陣地，日軍乘夜東退[2]:6313。
- 6月19日——日軍第十三師團再攻陷宜昌[2]:6316。
- 6月21日——軍事委員會任命劉元塘為新編第十二軍軍長[2]:6317。
- 6月24日——蔣介石密令李宗仁、陳誠、薛岳、顧祝同等停止對宜昌日軍之反攻，稱：「為應付國際變化，保持國軍戰力，俾利整訓之目的，第五戰區應即停止對宜昌攻擊，第二、第九戰區亦應停止大規模攻擊，而各以一部與敵保持接觸，不斷襲擾，牽制敵人。」；「滿洲國」增設四平省[2]:6318-6319
- 6月26日——國民政府令准江西省立中正大學為國立中正大學[2]:6320。
- 6月28日——軍事委員會任命周紹軒為第十二軍副軍長；日軍宣布封鎖香港，香港總督奉命疏散婦孺，香港與內地水陸交通均告斷絕[2]:6321。
- 6月29日——宜昌日軍2,000餘由美孚油棧附近渡長江南下，陳誠部在五龍口迄磨難山一帶與日軍激戰[2]:6322。
- 6月30日——第一戰區衛立煌部攻克河南開封，又克亳縣、鹿縣[2]:6322。

### 7月
- 中共中央任命任弼時為中央秘書長，負責中央書記處工作，並分管中央組織部、西北局和工、青、婦工作[2]:6345。
- 7月1日——軍事委員會任命蘇祖馨為第四十八軍軍長，楊光鈺為第九十軍副軍長，並決定重設第六戰區，7月8日任命陳誠為司令長官；國防最高委員會任命第一集團總司令盧漢為滇越邊防總指揮，總指揮部設滇越線要衝蒙自[2]:6323。
- 7月4日——軍事委員會派遣白崇禧在鄂北老河口召開棗宜會戰檢討會議，與會者有李宗仁及各集團軍總司令、軍、師以上人員[2]:6327。
- 7月5日——軍事委員會任命李文田為第三十三集團軍副總司令[2]:6327。
- 7月7日——蔣介石通電全國，追述張自忠將軍抗戰功績，稱張自忠抗戰以來，一戰於淝水，再戰於臨沂，三戰於徐州，四戰於隨棗，三民主義之精神實由藎忱而發揮之，願「吾輩後來者皆當志其所志，剪此寇仇，以完成藎忱未竟之志」；軍事委員會任命周碞為第二十六集團軍總司令[2]:6329。
- 7月8日——軍事委員會重建第六戰區司令長官部，司令長官陳誠，統轄湖南、湖北、四川、黔邊地區戰事，轄第二十集團軍、第二十六集團軍與長江上游江防司令部，任命劉振三為第五十九軍副軍長[2]:6330。
- 7月13日——國民政府財政部設立戰區貨運稽查處，查緝敵貨及走私；軍事委員會任命關麟徵為第九集團軍總司令[2]:6333。
- 7月15日——中國國民黨三民主義教學研究會在重慶成立，蔣介石為名譽會長，陳立夫兼會長，甘乃光、方治為副會長[2]:6333。
- 7月17日——國民政府明令定11月21日為防空節[2]:6335。
- 7月18日——軍事委員會任命李宗鑒為第八十五軍副軍長，佘念慈為第六十七軍副軍長[2]:6336。
- 7月19日——軍事委員會任命霍揆彰為第二十集團軍代總司令[2]:6337。
- 7月22日——朱德、彭德懷、左權等聯名致電聶榮臻、賀龍、關向應、劉伯承、鄧小平等，並報中共中央軍委，計劃在華北大規模破襲交通，此次作戰即後來之「百團大戰」[2]:6339。
- 7月29日——軍事委員會任命陳瑞河為第七十一軍軍長[2]:6343。
- 7月30日——行政院會議決議設立全國糧食管理局，以統籌全國糧食之產、銷、儲、運，調節無求，特派盧作孚為局長，何廉、熊仲韜、何北衡為副處長，8月1日開始正式辦公；軍事委員會任命劉建緒為第三戰區副司令長官[2]:6343。

### 8月
- 8月1日——軍事委員會任命劉正富為第六十軍副軍長[2]:6346。
- 8月7日——軍事委員會重設第七戰區司令長官部，余漢謀為司令長官，設於廣東曲江，負責廣東、江西一部戰事，轄第六十三軍、第六十五軍[2]:6347。
- 8月12日——軍事委員會任命張人杰為新編第七軍軍長，李忠毅為副軍長[2]:6350。
- 8月14日——上海公共租界工部局董事張嘯林被刺身亡[2]:6351。
- 8月15日——延安各界千餘人舉行追悼張自忠、陳安寶、鄭作民、鍾毅將軍大會，朱德、蕭勁光、王若飛、王稼祥、王明等到會，毛澤東送「盡忠報國」挽詞[2]:6351。
- 8月20日——八路軍發動「百團大戰」[2]:6353。
- 8月21日——韓德勤於蘇北東台下達向黃橋地區進攻之作戰命令：特派李明揚為進剿軍總指揮，李守維、李長江為副總指揮[2]:6355。
- 8月22日——軍事委員會任命劉戡為第十四集團軍副總司令，任命陳鐵為第五集團軍副總司令[2]:6356。
- 8月31日——國民政府改組湖北省政府，任命朱懷冰為省政府委員兼民政廳廳長，並代理省主席職務[2]:6361。

### 9月
- 9月1日——張治中就任軍事委員會政治部部長職，以治事應公、嚴、勤、勇勖勉所屬；軍事委員會恢復鐵道運輸司令部，將公路與水道之軍事運輸劃歸後方勤務部管理[2]:6363。
- 9月5日——國防最高委員會設立物價審查委員會，谷正綱為主任委員，翁文灝、張厲生、盧作孚、何浩若、吳國楨等為委員[2]:6365。
- 9月6日——國民政府明令定重慶為陪都；國民政府節約建國儲蓄團成立，蔣介石為名譽總團長，孔祥熙為總團長，葉楚傖、何應欽、張群、陳誠、王世杰等副總團長[2]:6366。
- 9月8日——軍事委員會任命黃琪翔為預備集團軍總司令（11月29日該集團軍撤銷）；國民政府任命周恩來為軍事委員會戰地黨政委員會副主任委員[2]:6368。
- 9月10日——軍事委員會任命何紹周為新編第十一軍副軍長；百團大戰第一階段結束[2]:6369。
- 9月11日——軍事委員會任命劉和鼎為第三十三集團軍副總司令，榮光興為第五十九軍代副軍長[2]:6370。
- 9月12日——軍事委員會任命歐陽棻為新編第二軍副軍長；最高法院院長焦易堂辭職，遺缺由李發暫代[2]:6371。
- 9月16日——朱德、彭德懷、左權聯合發布百團大戰第二階段作戰命令，命令要求各部於9月20日開始戰鬥[2]:6372。
- 9月17日——軍事委員會任命唐俊德為第五十四軍副軍長，沈克為第七十一軍軍長[2]:6373。
- 9月18日——國民政府特派朱家驊代理國立中央研究院院長[2]:6374。
- 9月19日——軍事委員會任命楊光鈺為第十六軍副軍長，魏炳文為第三十六軍副軍長，李夢筆為第九十軍副軍長[2]:6375。
- 9月20日——軍事委員會任命蔣光鼐為第七戰區副司令長官[2]:6376。

### 10月
- 10月1日——行政院通過《重慶陪都建設委員會組織規程》，該會直隸行政院，孔祥熙任主任委員，周鍾巖、楊庶堪為副主任委員；中國國民黨黨政工作考核委員會成立，蔣介石任委員長，孔祥熙、于右任任副委員長，張厲生任秘書長，黨務組主任陳果夫、副主任張道藩，政治組主任蔣作賓、副主任蔣廷黻；中國國民黨中央設計局成立，蔣介石任總裁，張群任秘書長，甘乃光、顧翊群任副秘書長；軍事委員會政治文化工作委員會在重慶成立，主任委員郭沫若[2]:6384-6385。
- 10月2日——中國國民黨中央常委會決議：免陳誠中央訓練團教育長職，遺缺由王東原充任[2]:6386。
- 10月3日——黃橋戰役開始：韓德勤部第八十九軍第三十三師（欠一個旅）、第一一七旅、獨立第六旅和李明揚、陳泰運部以及5個保安旅，總兵力25個團約3萬餘人進攻黃橋地區；新四軍陳毅部僅3個縱隊9個團，約7,000餘人[2]:6387。
- 10月5日——新四軍陳毅部第二縱隊在第三縱隊配合下圍殲第三十三師，俘師長孫啟人，10月6日又殲第八十九軍軍部及第一一七師，軍長李守維墜入八尺溝河中溺斃，俘師參謀長張晤，黃橋戰役結束，韓德勤部1.1萬餘人被殲，新四軍傷亡900餘人[2]:6388。
- 10月18日——滇緬公路重新開放，交通部次長曾養甫赴仰光主持通車事宜[2]:6394。
- 10月19日——軍事委員會任命羅奇為第三十七軍副軍長[2]:6396。
- 10月24日——國民政任命谷正綱為社會部長[2]:6398。
- 10月28日——中國國民黨中央常委會通過，由張繼、劉文島、賀耀祖等組成中央黨務工作考核委員會，張繼任主任委員[2]:6402。
- 10月30日——國軍收復南寧[2]:6403。

### 11月
- 11月2日——川康經濟建設委員會在成都成立，蔣介石兼任委員長，黃季陸、徐堪、盧作孚、何廉等為委員，是日召開第一次會議[2]:6406。
- 11月4日——軍事委員會任命馬法五為第四十軍副軍長，劉嘉樹為第五軍副軍長[2]:6407。
- 11月5日——軍事委員會任命王仲廉為第三十一集團軍副總司令，李楚瀛為第八十五軍軍長，馮聖法為新編第九軍軍長，陳式正為第九軍副軍長[2]:6407。
- 11月11日——軍事委員會任命黃維五十四軍軍長[2]:6411。
- 11月15日——國民政府令：甘肅省政府主席朱紹良免本兼各職，以谷正倫為甘肅省政府主席，蔣介石請辭四川省政府主席兼職，派張群兼理四川省政府主席，軍事委員會委員長成都行轅主任賀國光免本職，憲兵司令谷正倫免本職，派張群為成都行轅主任，賀國光為憲兵司令兼重慶衛戍區副總司令[2]:6414。
- 11月17日——軍事委員會任命劉廣濟為第一〇〇軍軍長[2]:6415。
- 11月23日——軍事委員會任命宋克賓為新編第七軍副軍長[2]:6419。
- 11月29日——國民政府派潘公展為中央圖書雜誌審查委員會主任委員；軍事委員會任命廖震為第二十九集團軍副總司令，王澤浚為第四十四軍代軍長，佘念慈為第六十七軍軍長，杜道周為第八十六軍副軍長[2]:6423。
- 11月30日——東京承認汪精衛政權，同日華府通過給予中國1億美元信用融資[4]:195。國軍第十六集團軍夏威、第三十五軍集團軍鄧龍光部收復鎮南關，桂南會戰歷時一年之久結束[2]:6424。

### 12月
- 12月1日——經濟部合作管理局改隸社會部，局長壽勉成[2]:6427。
- 12月2日——軍事委員會任命許紹宗為第三十一集團軍副總司令[2]:6428。
- 12月5日——八路軍總部宣布百團大戰結束，歷時3個月，大小戰鬥1,842次，斃、傷、俘、和投誠日軍共2.1萬餘人，八路軍傷亡1.7萬餘人[2]:6429。
- 12月12日——軍事委員會任命方天為第十八軍軍長[2]:6433。
- 12月17日——軍事委員會任命郭勳祺為第三十二集團軍副總司令，劉雨卿為第三十三集團軍副總司令，劉正富為第五十八軍副軍長，魯道源為第六十軍副軍長，李振為第六十五軍副軍長，張興仁為新編第三軍代副軍長[2]:6435。
- 12月20日——國民政府令：察哈爾省主席職務由該省民政廳廳長畢澤宇暫行兼代[2]:6436。
- 12月26日——中共中央致電新四軍軍部，指出：「……你們要有決心有辦法衝破最黑暗最不利的𤧖境，達到北移之目的。如有這種決心、辦法，則雖受損失，基本骨干仍可保存，發展前途仍是光明的；如果動搖猶豫，自己無辦法無決心，則在敵頑夾擊下，你們是很危險的。全國沒有任何一個地方有你們這權遲疑猶豫無辦法無決心的。」[2]:6440